# La fête est finie (film)
Pour les articles homonymes, voir La fête est finie.
Pour plus de détails, voir Fiche technique et Distribution.
La fête est finie est un film français réalisé par Marie Garel-Weiss, sorti en 2017.

## Synopsis
Sihem et Céleste sont toutes deux dépendantes aux drogues. Elles se rencontrent dans un centre de désintoxication, où elles se lient rapidement d'amitié.

## Fiche technique
- Titre : La fête est finie
- Réalisation : Marie Garel-Weiss
- Scénario : Marie Garel-Weiss et Salvatore Lista
- Décors : Guillaume Deviercy
- Costumes : Lou Garel, Mildred Giraud
- Photographie : Samuel Lahu
- Son : Laurent Cercleux
- Montage : Guerric Catala
- Musique : Ferdinand Berville et Pierre Allio
- Société de production : Elzévir Films
- Société de distribution : Pyramide Distribution
- Pays de production :  France
- Langue originale : français
- Genre : drame
- Durée : 90 minutes
- Dates de sortie :
  - France : 5 octobre 2017 (Festival international du film de Saint-Jean-de-Luz)[1] ; 28 février 2018 (sortie nationale)
  - Belgique : 9 mai 2018

## Distribution
- Zita Hanrot : Sihem
- Clémence Boisnard : Céleste
- Marie Denarnaud : la mère de Céleste
- Christine Citti : Catherine
- Pascal Rénéric : Jean-Louis
- Michel Muller : le psychologue
- Inès Fehner : la thérapeute
- Oscar Copp : Gaëtan
- Thomas Guené : Romain
- Martine Schambacher : Madeleine
- Lyna Khoudri : Amel
- Behi Djanati Ataï : la mère de Sihem

## Production

### Tournage
Le tournage a lieu notamment dans les locaux de l'ancien centre de traitement des insuffisances respiratoires de Gravenand à Genilac, à partir du 19 octobre 2016,. En Auvergne-Rhône-Alpes, le film a également été tourné à Saint-Joseph, Rive-de-Gier, Saint-Chamond, Lyon et Givors.

## Distinctions

### Récompenses
- Festival international du film de Saint-Jean-de-Luz 2017 : Chistera de la meilleure interprétation féminine pour Zita Hanrot et Clémence Boisnard
- Festival du film de Sarlat 2017 :
  - Prix d'interprétation féminine pour Zita Hanrot et Clémence Boisnard
  - Prix du public
- Festival du film de Cabourg 2018 : Swann d'or de la révélation féminine pour Clémence Boisnard
- Festival du cinéma européen de Lecce (it) 2018[5] :
  - Olivier d'or / Prix Cristina Soldano du meilleur film
  - Prix Cineuropa
  - Prix Agiscuola

### Nominations et sélections
- City of Lights, City of Angels 2018[6] : sélection officielle
- César 2019 : présélection « Révélation » pour le César du meilleur espoir féminin pour Clémence Boisnard
- Festival du film francophone de Vienne 2019[6] : sélection officielle